# Mangio troppa cioccolata
Mangio troppa cioccolata è il terzo album di studio della cantante italiana Giorgia, pubblicato nel 1997, per l'etichetta BMG Ricordi, quasi tutto scritto dalla stessa Giorgia e interamente prodotto da Pino Daniele.

## Descrizione
Il disco nasce proprio dalla collaborazione tra Giorgia e Pino Daniele, già iniziata qualche mese prima nell'album di lui intitolato Dimmi cosa succede sulla terra, in cui l'artista romana duettava col cantante napoletano, nel brano intitolato Scirocco d'Africa. Dopo un eclettico album/raccolta, Strano il mio destino (Live & studio 95/96), contenente un solo vero inedito, la title track Strano il mio destino (3º posto al Festival di Sanremo 1996) e incentrato per lo più su esecuzioni dal vivo, con il remix di E c'è ancora mare in coda, e in special modo dopo la breve pausa compositiva presasi col precedente lavoro, il fortunato Come Thelma & Louise, contenente il brano vincitore del Festival di Sanremo 1995, Come saprei, l'unico dell'album a cui collabora in prima persona, l'artista capitolina ritorna anche nelle vesti di autrice, ruolo che da allora non abbandonerà mai più, ricoprendolo, con rinnovato successo, da allora.
La produzione di Pino Daniele dà comunque una forte impronta distintiva all'album del 1997, rendendone gli arrangiamenti agili, più fruibili e meno ricercati di quelli fino ad allora realizzati dalla cantante, soprattutto nel disco d'esordio, l'omonimo Giorgia, anche grazie all'uso del sintetizzatore. La maggior parte dei testi (7 su 11) sono di Giorgia (che, tra l'altro, compone interamente parole e musica degli ultimi due pezzi: Come in un film e Tutto è possibile), con la collaborazione, nella stesura della maggior parte delle musiche, di Fabio Massimo Colasanti, spalla storica proprio di Pino Daniele.
Il lavoro viene lanciato con una cover, l'altrettanto storica Un'ora sola ti vorrei, di cui Giorgia rinnova il successo (è una canzone scritta da Umberto Bertini per il testo e da Paola Marchetti per la musica, portata al successo nel 1939 da Fedora Mingarelli, dopo l'incisione del 1938 di Nuccia Natali). Sono presenti comunque diverse canzoni che, utilizzate per la promozione radio-televisiva, hanno contribuito al successo complessivo dell'album (ben 4 delle quali, non a caso, ricompariranno nel Greatest Hits - Le cose non vanno mai come credi, rendendo così il terzo album di studio quello a cui si è attinto maggiormente nella raccolta del 2002), come Dimmi dove sei - scritta interamente da Pino Daniele, così come la meno incisiva Arriva il temporale - e Ho voglia di ricominciare, oppure, su tutte, il brano di apertura, Un amore da favola, per mesi presenza fissa e martellante nelle radio. Tra gli 11 pezzi, figura anche In vacanza con me, scritto, testo e musica, da Joe Barbieri, mentre in "Sueño latino", le cui strofe sono cantate in inglese e i ritornelli in spagnolo, Giorgia si avvale della collaborazione di Martyn Lee Webster (responsabile per le sessioni di registrazione e di missaggio dell'intero album), per la stesura del testo, e dell'aiuto di Pino Daniele, per la composizione della relativa musica. L'album balza subito in testa alle classifiche, vendendo più di 300 000 copie in soli dieci giorni. Raggiunge le 600.000 copie.
L'album nel 1998, ad un anno dall'uscita in Italia, esce in 12 paesi europei promosso dal singolo Dimmi dove sei.
La canzone Un amore da favola è stata utilizzata nel film Euclide era un bugiardo del 2008.

## Tracce
Crediti riportati sul sito della SIAE.
1. Un amore da favola – 3:34 (testo: Giorgia Todrani – musica: Giorgia Todrani, Fabio Massimo Colasanti)
2. Che amica sei – 4:00 (testo: Giorgia Todrani, Arturo Valiante – musica: Giorgia Todrani, Fabio Massimo Colasanti)
3. Un'ora sola ti vorrei – 3:52 (testo: Umberto Bertini – musica: Paola Marchetti)
4. Arriva il temporale – 4:07 (Pino Daniele)
5. Ho voglia di ricominciare – 4:33 (testo: Giorgia Todrani, Arturo Valiante – musica: Giorgia Todrani, Fabio Massimo Colasanti)
6. Dimmi dove sei – 3:57 (Pino Daniele)
7. In vacanza con me – 3:47 (Joe Barbieri)
8. Sueño latino – 4:22 (testo: Giorgia Todrani, Martyn Lee Webster – musica: Giorgia Todrani, Pino Daniele)
9. Fai come se – 4:02 (testo: Giorgia Todrani, Arturo Valiante – musica: Giorgia Todrani, Fabio Massimo Colasanti)
10. Come in un film – 4:19 (Giorgia Todrani)
11. Tutto è possibile – 4:15 (Giorgia Todrani)

Durata totale: 44:48

## Date del tour
Ecco le tappe del tour: Venezia, Palafenice (12 novembre); Brescia, Palatenda (14); Rovereto, Palazzo dello sport (16); Livorno, Palasport (17); Cortemaggiore, Fillmore (18); Ferrara, Palasport (21); Pesaro, Palasport (22); Nonantola, Vox Club (24); Perugia, Palasport (25); Napoli, Palapartenope (27); Catanzaro, Palacorvo (28); Marsala, Teatro Impero (30); Catania, teatro Metropolitan (2 dicembre); Palermo, teatro Metrpoliotan (3/4); Benevento, Palasannio (6); Bari, teatro Team (7); Firenze, Teatro tenda (11); Vicenza, Palasport (12); Roma, teatro Olimpico (14); Sanremo, teatro Ariston (16); Casale Monferrato, Palasport (18); Torino, Palastampa (19); Campione d'Italia, Casino' (20); Milano, teatro Smeraldo (22/23).

## Formazione
- Giorgia Todrani - voce, cori
- Fabio Massimo Colasanti - chitarra elettrica,  programmazione
- John Ferraro - batteria
- Jimmy Earl - basso
- Greg Mathieson - tastiera, pianoforte
- Pino Daniele - chitarra elettrica
- Arturo Valiante - tastiera, pianoforte
- Mike Applebaum - tromba, flicorno
- Rosario Guliani - sassofono contralto, sassofono soprano

## Classifiche
| Classifica (1997) | Posizione massima |
| ----------------- | ----------------- |
| Europa            | 22                |
| Italia            | 1                 |

### Classifiche di fine anno
| Classifica (1997) | Posizione |
| ----------------- | --------- |
| Italia            | 18        |